# Бураново (Удмуртия)
Вижте пояснителната страница за други значения на Бураново.
Бураново е село в Малопургински район на Република Удмуртия, Руската федерация.
Отстои на 30 км от републиканската столица Ижевск. Населението на селото е 658 души към 1 януари 2011 г. Национален състав: удмурти, руснаци, татари, арменци. Религиозен състав: православни, мюсюлмани.
Първото споменаване на селището е от 1710 г. Статут на село има от 1860 г.
Става световноизвестно през май 2012 г., когато фолклорната певческа група „Бурановские бабушки“ („Бурановски баби“) от селото достига до 2-ро място на финала на песенния конкурс „Евровизия 2012“ в Баку.